# Toblerone (Almería)
El silo de mineral de hierro de Almería, conocido popularmente como «Toblerone», fue un edificio industrial situado en el municipio español de Almería que estuvo operativo entre las décadas de 1970 y 1990, destinado a servir como depósito de minerales destinados a la exportación marítima.  
Fue construido hacia 1973 por la Compañía Andaluza de Minas, propietaria de las minas de Alquife, y se encontraba situado junto a la antigua estación de ferrocarril. Se le conocía como «Toblerone» por la similitud que guardaba con las famosas tabletas de chocolate suizas. En el año 2013 fue derribado por el Ayuntamiento de Almería, pese al malestar manifestado por algunos colectivos de la ciudad. Este movimiento contrario a la demolición se constituyó en dos plataformas, llamadas Salvemos el Toblerone y Toblerone Vivo, que realizaron varios actos en contra de la desaparición del edificio.

## Historia

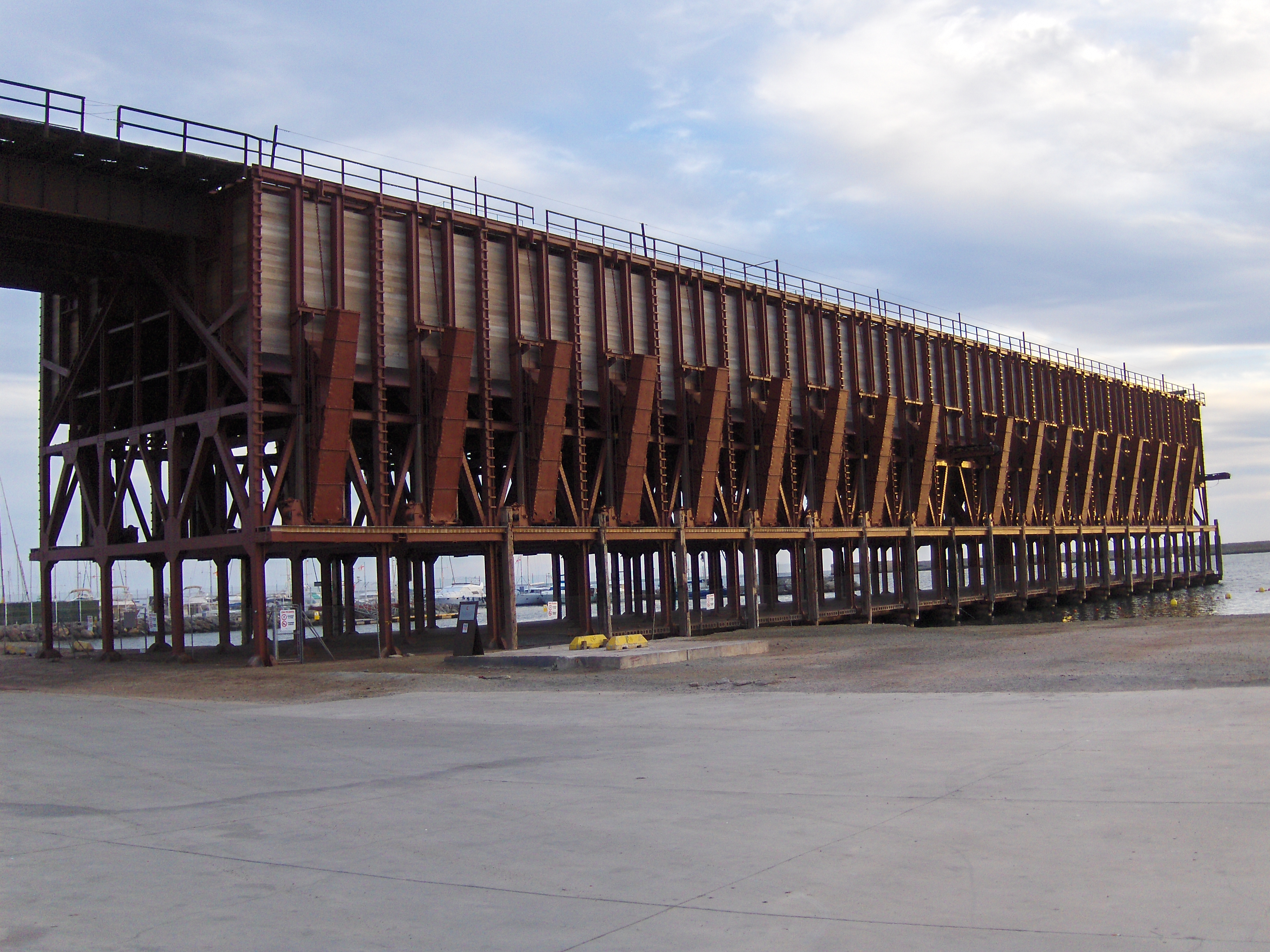
Cargadero de Mineral El Alquife, más conocido como el Cable Inglés.

### Origen
A principios del siglo XX la sociedad minera Bairds Mining, que explotaba yacimientos de hierro en las minas de Alquife, tendió un nuevo ramal ferroviario que conectaba en Huéneja-Dólar con la línea Linares-Almería. También construyó un embarcadero propio en las inmediaciones del puerto de Almería, conocido como Cable Francés. La empresa encargada de las obras fue Robert Mc Alpine & Sons, que se prolongaron entre 1914 y 1918, coincidiendo con los años en que se desplomó el precio del mercado del hierro. El Cable Francés contaba en la costa con un depósito principal y dos complementarios, desde los cuales el mineral pasaba a 15 tolvas, y de estas hasta el barco por medio de una cinta mecánica que recorría el cargadero. Es por ello que su altura es sensiblemente inferior a la del Cable Inglés.

### Construcción

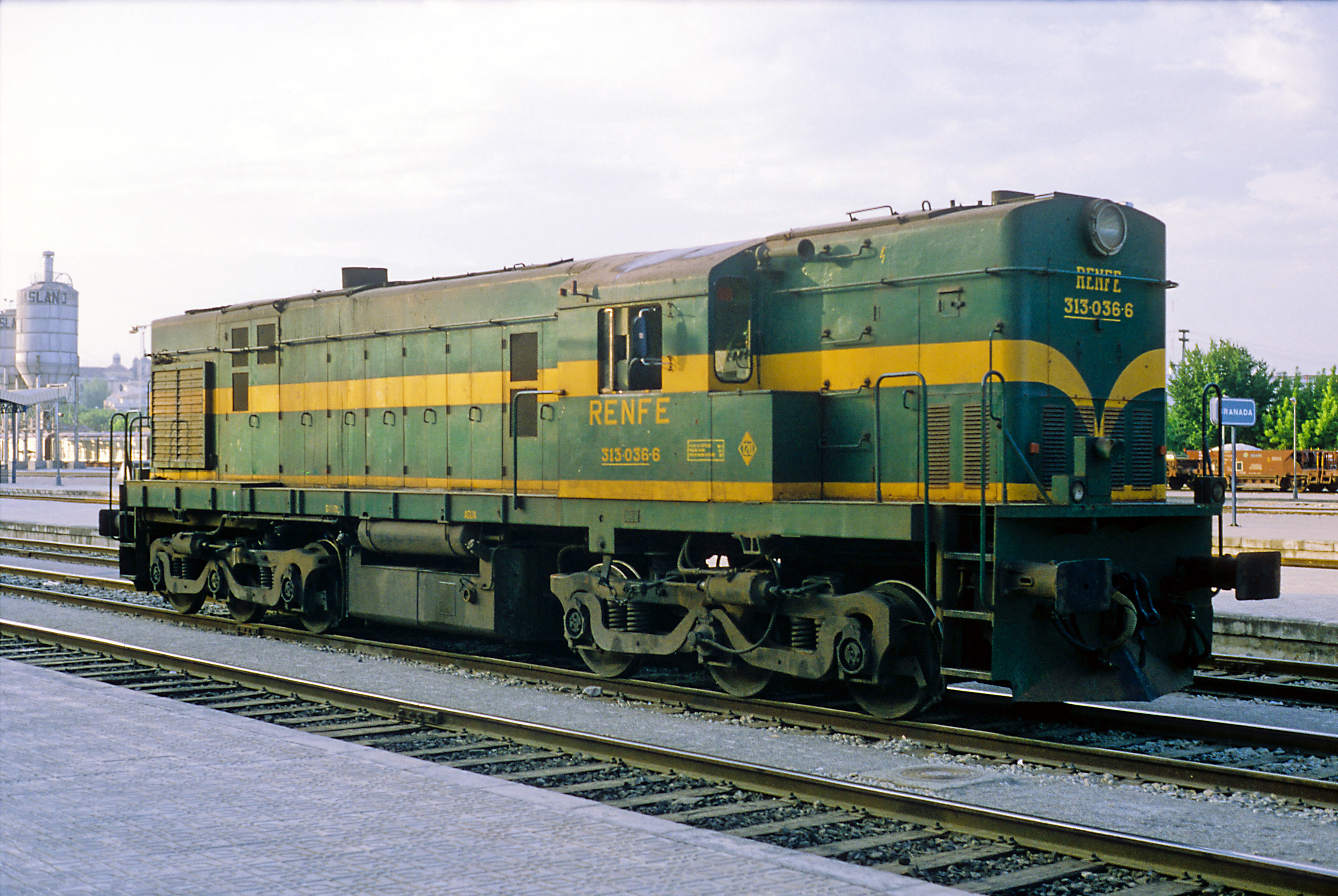
Locomotora ALCO 1300, después llamada Serie 313.

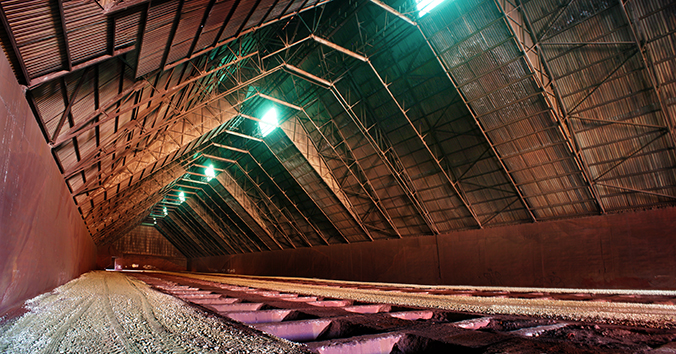
Interior del Toblerone.

La Compañía Andaluza de Minas (CAM), de capital francés, sucedió a Bairds, y de ahí adoptó el cargadero su apelativo de «francés».
Las locomotoras Alco 1300, cargadas de mineral, cruzaban por encima de la Avenida Cabo de Gata. Las molestias provocadas por el polvo de mineral en el barrio de Ciudad Jardín provocaron que a mediados de los años 70 se acometiera la construcción de un gigantesco silo de forma característica, similar a la de una popular chocolatina, que le dio el sobrenombre de «Toblerone». Se derribó el ramal de vía férrea que llevaba a los trenes desde la estación de Almería al cargadero, efectuando la descarga por gravedad en una tolva junto a la Carretera de Sierra Alhamilla. Una cinta cruzaba bajo esta calle y llevaba el mineral al silo. Desde aquí otra cinta transportadora subterránea lo llevaba a una pluma móvil que se instaló en el Cable Francés. El Toblerone estuvo cumpliendo su función entre 1973 y 1996.

## Demolición
En el Plan General de Ordenación Urbana (PGOU) de 1998 fue aprobado por el Ayuntamiento de Almería el derribo del Toblerone. Sin embargo, no se efectuó hasta el verano de 2013. Se prevé que en su lugar se construyan viviendas y jardines, por los que aquellos que se oponen a su destrucción argumentan que está motivada por la especulación urbanística.
Numerosas asociaciones culturales y personas físicas mostraron su descontento con esta iniciativa del ayuntamiento de la ciudad, que demostró una vez más, el bajo interés municipal por preservar la verdadera y única identidad de la ciudad de Almería. De muy poco sirvieron los proyectos e ideas que algunas personas presentaron en las dependencias municipales, proyectos que iban desde un gran centro cultural, una sala de exposiciones e incluso un lugar de esparcimiento de la ciudad con parques y áreas de recreo, todo ello con el objeto de intentar diversificar la oferta turística en Almería.

## Curiosidades
Durante la demolición, la empresa de chocolatinas Toblerone ha mostrado su apoyo a las plataformas que luchan por la rehabilitación del antiguo silo de mineral poniendo en circulación desde Suiza un mensaje en Twitter.